# Kopparberg
 For alternative betydninger, se Kopparberg (flertydig). (Se også artikler, som begynder med Kopparberg)
Kopparberg er et byområde i Västmanland og hovedby i Ljusnarsbergs kommun i Örebro län, Sverige. Til byområdet regnes også det nærliggende Bångbro. Byen ligger ved Riksväg 63.

## Historie
Navnet Kopparberg kommer af, at området blev bosat samtidig med et fund af kobber begået af Mårten Finne fra Löa i år 1624. Området blev da kaldt Lindesås finnmark og blev senere opkaldt efter søen Ljusnaren og bjerget Ljusnarsberg. Navnet var først Nya Kopparberget (fra 1634) med henvisning til Stora Kopparberget i Falun, for siden at blive forkortet til blot Kopparberg.
Kopparberg var før dette et industrielt samfund. Den sidste mine, Ljusnarsbergs gruva, blev nedlagt i 1975 af den daværende ejer, Boliden AB. Minen lå i den nordlige del af Kopparberg (i daglig tale kaldet "Gruvbacken"). Et minde fra minetiden er bjergmesterboligen Stora gården, som ligger midt i Kopparberg. Den har siden 2000 været kulturarv. Et andet stort mineområde i det centrale Kopparberg er Kaveltorp, hvor der mellem 1640 og 1950'erne blev bedrevet minedrift (med genstart i 1966 og indstilling i 1971).
I den nærliggende industriby Bångbro lå der tidligere et jernværk med valseværk, som blev nedlagt i 1987.

### Administrative tilhørigheder
Kopparberg var og er kyrkby i Ljusnarsbergs Sogn, da Ljusnarsbergs landskommun blev oprettet ved kommunalreformen i 1863. I landskommunen blev Nya Kopparbergs municipalsamhälle oprettet den 16. december 1887. I 1908 blev municipalsamhälle udbygget med nærområdet udenfor landskommunen og dannede herefter Kopparbergs köping. Köpingskommunen blev i 1952 lagt sammen med Ljusnarsbergs landskommun i det da nyoprettede Ljusnarsbergs köping, som i 1971 blev indlemmet i Ljusnarsbergs kommun med Kopparberg som hovedby.
I kirkelig henseende har Kopparberg altid hørt til Ljusnarsbergs församling (før 1927 også benævnt Nya Kopparbergs församling).
Judicielt har byen indgået i samme retskreds som Ljusnarsbergs Sogn.
Byen rummer også bl.a. skisportsområdet Gillersklack, og havde i 2005 3.189 indbyggere.

## Næringsliv
De fleste arbejdspladser i byen er indenfor den offentlige sektor. Blandt større firmaer kan først og fremmes nævnes Kopparbergs Bryggeri med mere end 100 ansatte.

## Kopparbergs Marknad
Kopparbergsmarken ved mikkelsdag er årets højdepunkt, hvad gælder antal besøgende i kommunen. Områdets gennemkørselsgade og alle afgrænsende områder forvandles i denne forbindelse til markedsplads med omkring 100.000 besøgende.

## Gul tre skilling banco
Kopparberg er kendt for det lille frimærke som var et fejltryk og hvis værdi i dag er ukendt, men anses at være højest i hele verden. Frimærket blev i slutningen af 1990'erne solgt for 15 mio. kroner til en anonym køber. Det gule tre skilling banco-frimærke som blev poststemplet i Kopparberg i 1857 skulle egentlig have været grønt.